# Selkäsalo (ö i Norra Savolax)
Selkäsalo är en ö i Finland. Den ligger i sjön Konnevesi och i kommunen Rautalampi i den ekonomiska regionen  Inre Savolax ekonomiska region  och landskapet Norra Savolax, i den centrala delen av landet, 290 km norr om huvudstaden Helsingfors. Öns area är 53,4 hektar och dess största längd är 1,3 kilometer i nord-sydlig riktning.